# Sengbauergraben (von der Jostensiedlung)
Der Sengbauergraben, auch als Blachlgraben bezeichnet, ist ein fast 1,3 Kilometer langer Waldbach im Gebiet der Marktgemeinde Semriach im Bezirk Graz-Umgebung in der Steiermark. Er entspringt im östlichen Grazer Bergland und mündet von rechts kommend in den Rötschbach.

## Verlauf
Der Sengbauergraben entsteht in einem Waldgebiet am Südhang eines zwischen dem Draxlerkogels im Osten und dem Weißeck im Westen verlaufenden Höhenzug, direkt südlich der Jostensiedlung auf etwa 665 m ü. A.
Der Bach fließt anfangs relativ gerade nach Südosten, ehe er nach circa 110 Metern auf einen Verlauf nach Südsüdosten schwenkt. Auf diesem Kurs bleibt er für etwa 260 Meter bevor er je einen von rechts und links kommenden unbenannten Wasserlauf aufnimmt. Ab der Einmündung des von links kommenden Wasserlaufs folgt der Bach einem Südostkurs. Nach etwa 190 Metern schwenkt er nordöstlich von Thoneben aber auf einen Kurs nach Süden. Der Sengbauergraben bildet nach etwa 220 Metern einen Rechtsbogen, um einen Ausläufer des Höhenzuges zu umrunden und schwenkt dann erneut auf einen Kurs nach Südsüdosten. Auf diesem Kurs bleibt er auch bis zu seiner Mündung. Etwa 120 Meter vor seiner Mündung verlässt der Sengbauergraben den Wald. Der Sengbauergraben fließt durch einen Graben, der im Westen und Osten von nach Süden streichenden Ausläufern des Höhenzuges zwischen dem Draxlerkogel und dem Weißeck gebildet werden.
Nach fast 1,3 Kilometer langem Lauf mündet der Bach mit einem mittleren Sohlgefälle von rund 16 % etwa 201 Höhenmetern unterhalb seines Ursprungs, etwa 30 Meter nördlich der Landesstraße L318, der Semriacherstraße und rund 120 Meter südwestlich des Bauernhofes vulgo Gastbauer nordöstlich der Streusiedlung Rötschgraben in den Rötschbach
Auf seinem Lauf nimmt der Sengbauergraben zwei unbenannte Wasserläufe auf.